# Karl-Heinz Golzio
Karl-Heinz Golzio (* 15. März 1947 in Neuwied; † 3. April 2023) war ein deutscher Religionswissenschaftler.

## Leben
Von 1970 bis 1981 studierte er Vergleichenden Religionswissenschaft, Indologie und Orientalischen Kunstgeschichte (1981 Promotion: Der Tempel im alten Mesopotamien und seine Parallelen in Indien, eine religionshistorische Studie). Zwischen 1972 und 1986 reiste er mehrmals in den Nahen und Mittleren Osten, nach Indien, Südostasien, Nordafrika, Südafrika und Zentralasien. Er forschte und lehrte an der Universität zu Köln.
Seine Forschungsschwerpunkte waren Südostasien und im Besonderen Kambodscha.

## Schriften (Auswahl)
- Chronologie der Inschriften Kambojas. Verifizierung und Umrechnung von Datumsangaben der Śaka-Ära. Wiesbaden 2006, ISBN 3-447-05295-3.
- Geschichte Afghanistans. Von der Antike bis zur Gegenwart. Berlin 2010, ISBN 978-3-86893-035-1.
- Die Ausbreitung des Buddhismus in Süd- und Südostasien. Eine quantitative Untersuchung auf der Basis epigraphischer Quellen. Berlin 2010, ISBN 978-3-631-61259-0.
- Geschichte Kambodschas. Von Fúnán bis Angkor und von Angkor bis zur Moderne. Berlin 2011, ISBN 978-3-86893-061-0.